# Freescale ColdFire

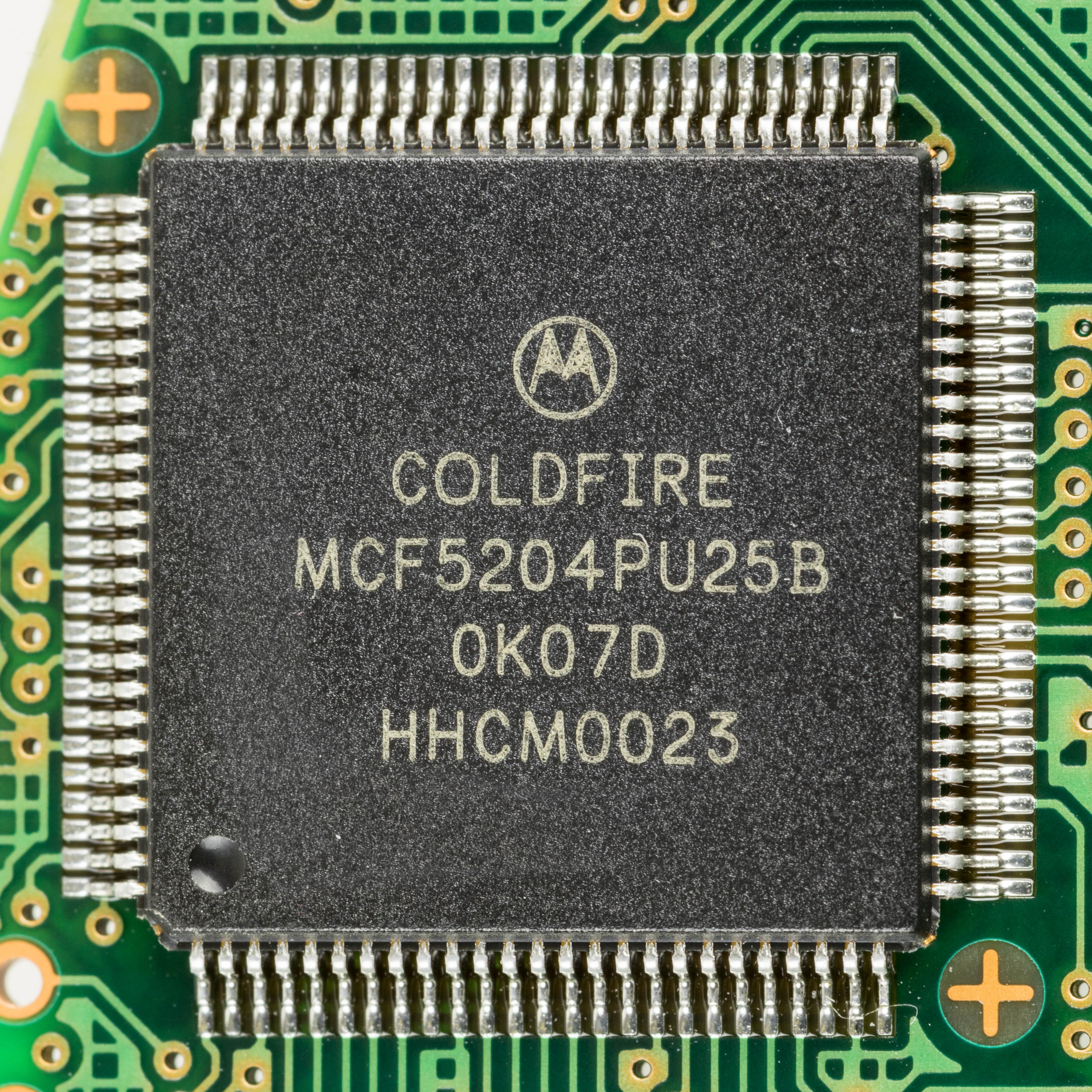
Coldfire MCF5204

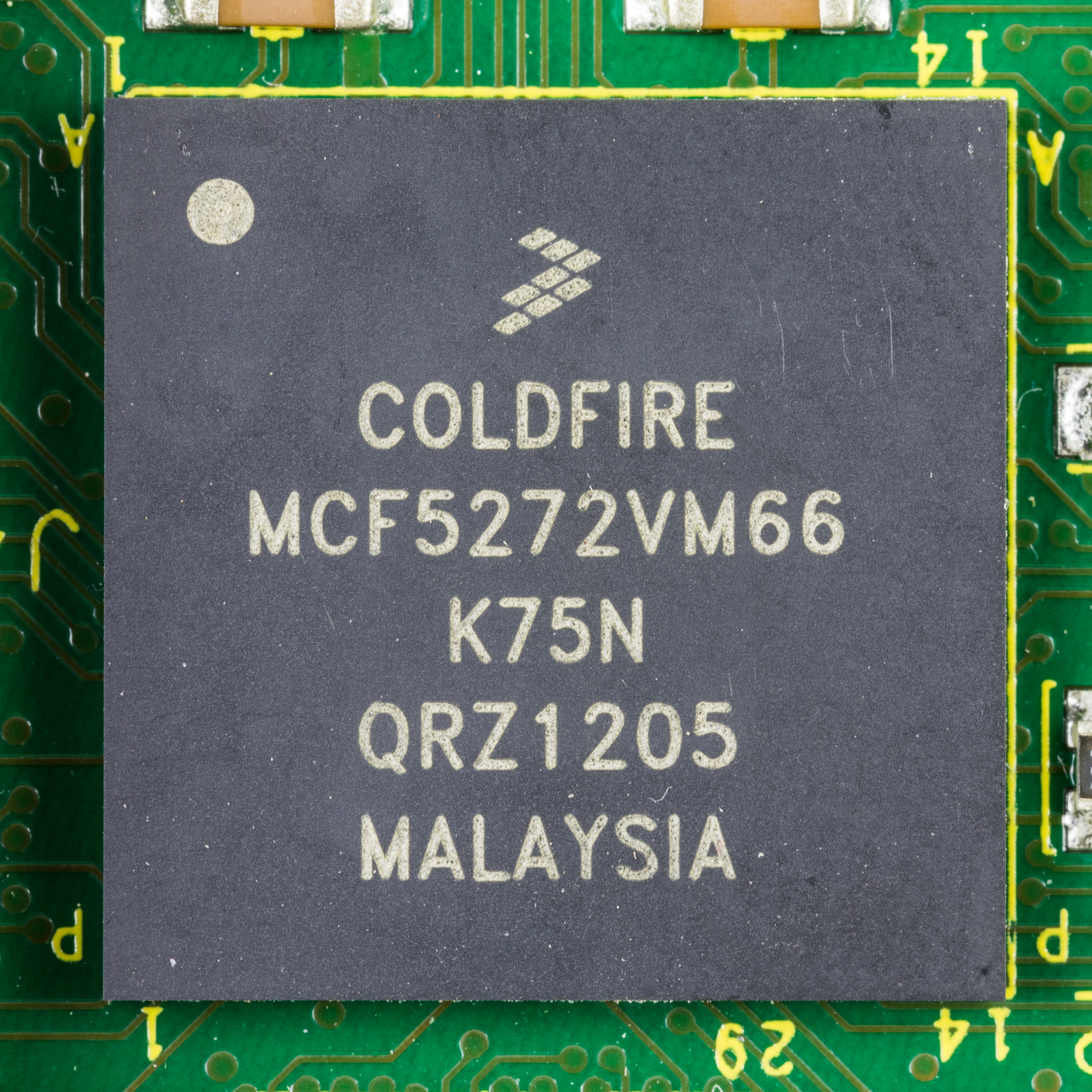
Freescale Coldfire MCF5272VM66

Freescale ColdFire bezeichnet eine RISC-Microcontrollerarchitektur, die von der Motorola-68000er-Familie abgeleitet wurde. Inzwischen werden diese Prozessoren von der im Juli 2004 ausgegliederten Halbleitersparte Freescale Semiconductor vertrieben. 
Die Coldfire-Prozessoren besitzen einige Besonderheiten, die sich durch die spezielle Ausrichtung auf den Markt für eingebettete Systeme erklären. Hierzu zählt insbesondere der modulare Aufbau.

## Architektur
In den Coldfire-Prozessoren ist eine Untermenge des 68k-Befehlssatzes implementiert. Bis einschließlich des Kerns der vierten Generation mussten Nutzer ohne MMU und FPU auskommen, im 4e (e = enhanced) sowie dem Kern der fünften Generation sollen diese implementiert werden.
Außer dem CPU-Kern hat dieser Mikroprozessor einen konfigurierbaren 2 KB Befehls- und Datencache sowie eine MAC-Funktionseinheit. Letztere kann Integeroperationen ausführen, die in der Geschwindigkeit etwa vergleichbar mit einem DSP sind. Der MCF5282 wird mit 66 MHz betrieben, dabei ergeben sich 59 MIPS. Die gesamte Schaltung erfordert 3,3 V Gleichspannungsversorgung. Durch eine geringe Stromaufnahme erwärmt sich der Prozessor kaum, daher ist keine besondere Kühlung erforderlich.
Neuere Coldfire-Prozessoren haben einen integrierten USB-Host-Controller (USB 2.0), DDR-Speicherinterface, ein PCI-Interface, Ethernet-Controller und andere eingebaute Erweiterungen.

## Verwendung

### Embedded Coldfire
Prominente Beispiele für den Einsatz eines Coldfire waren die d-box 1, Metabox 1000 und sind die HiPath-3000er-TK-Anlagen-Serie von Siemens, die Prozesssteuerungsmodule HIMatrix von HIMA und die Coolfire-Plattform des österreichischen Spielautomatenherstellers Novomatic.

### Coldfire auf dem Desktop
Unter dem Namen Firebee ist inzwischen ein auf dem Coldfire basierendes, zum Atari ST kompatibles Motherboard erhältlich. Die übrigen Atari-typischen Customchips sind in einem FPGA nachgebildet. Die Geschwindigkeit des Firebee entspricht in etwa der einer 68060-CPU mit 266 MHz. Eine Erweiterungskarte ist auch für Amiga-Computer vorgestellt worden, war aber nie wirklich funktionstüchtig, und ist daher nie im Handel erschienen. Anders als beim Atari fällt beim Amiga stärker die nur partielle Kompatibilität zur 68k-Software ins Gewicht, da die rechtlichen wie tatsächlichen Voraussetzungen für eine Rekompilierung nicht vorliegen. Andererseits hat die Entwicklung von 68k-kompatiblen Softcores Fortschritte gemacht. Beim NatAmi-Projekt wurde eine Coldfire-Erweiterung in Betracht gezogen, aufgrund der genannten Probleme aber wieder verworfen. Grundproblem aller Entwicklung ist auch, dass keine Prozessoren mit dem V5-Kern auf dem freien Markt verfügbar sind, denn diese werden nur an einige Großkunden verkauft.